# Дем'янці (Полтавський район)
Дем'я́нці —  село в Україні, у Решетилівській міській громаді Полтавського району Полтавської області. Населення становить 5 осіб. До 2020 орган місцевого самоврядування — Лиманська Друга сільська рада.

## Географія
Село Дем'янки знаходиться за 2,5 км від правого берега річки Говтва, на відстані 0,5 км від села Братешки. Селом протікає пересихаючий струмок з загатою. Поруч проходить залізниця, станція Братешки за 1,5 км.

## Історія
12 червня 2020 року, відповідно до розпорядження Кабінету Міністрів України № 721-р «Про визначення адміністративних центрів та затвердження територій територіальних громад Полтавської області», село увійшло до складу Решетилівської міської громади.
19 липня 2020 року, в результаті адміністративно - територіальної реформи та ліквідації Решетилівського району, село увійшло до складу новоутвореного Полтавського району Полтавської області.